# Luke Davison
Luke Davison (Paddington, 8 de mayo de 1990) es un deportista australiano que compitió en ciclismo en las modalidades de pista, especialista en la prueba de persecución por equipos, y ruta.
Ganó cuatro medallas en el Campeonato Mundial de Ciclismo en Pista entre los años 2013 y 2016.

## Medallero internacional
| Campeonato Mundial | Campeonato Mundial      | Campeonato Mundial | Campeonato Mundial      |
| Año                | Lugar                   | Medalla            | Competición             |
| ------------------ | ----------------------- | ------------------ | ----------------------- |
| 2013               | Minsk (Bielorrusia)     | Medalla de bronce  | Scratch                 |
| 2014               | Cali (Colombia)         | Medalla de oro     | Persecución por equipos |
| 2015               | Saint-Quentin (Francia) | Medalla de bronce  | Persecución por equipos |
| 2016               | Londres (Reino Unido)   | Medalla de oro     | Persecución por equipos |

1. ↑  Compitió en la ronda de clasificación.

## Palmarés

### Palmarés en Pista
2013
- 3.º en el Campeonato Mundial de scratch
- Campeonato de Australia Persecución por Equipos (haciendo equipo con Alexander Edmondson, Glenn O'Shea, Miles Scotson)
- Campeonato de Australia de Scratch

2014
- Campeonato Mundial Persecución por Equipos (haciendo equipo con Alexander Edmondson, Glenn O'Shea y Mitchell Mulhern)
- Campeonato de Australia Madison (haciendo pareja con Alexander Edmondson)
- Campeonato de Australia Persecución por Equipos (haciendo equipo con Alexander Edmondson, Glenn O'Shea, Jack Bobridge)

### Palmarés en Ruta
2013
- 1 etapa del Herald Sun Tour

2014
- Omloop der Kempen